# 天子
天子（てんし）とは、中国・日本・ベトナムで用いられた君主の称号。天命を受けて天下を治める者の意。中国の周王や漢代以降の皇帝、日本の大王・天皇の別号として用いられた。

## 起源
王は天（天帝）の子であり天命により天下を治めるとする古代中国の思想を起源とする。
周代、周公旦によって「天帝がその子として王を認め王位は家系によって継承されていく。王家が徳を失えば新たな家系が天命により定まる」という天人相関説が唱えられ、天と君主の関係を表す語として「天子」が用いられるようになったという。
秦の始皇帝により、天下を治める者の呼称が神格化された「皇帝」へと変わると、天子の称は用いられなくなったが、漢代に至り儒教精神の復活をみると、再び天子の称が用いられるようになり、それは皇帝の別名となった。

## 支配
天子（皇帝）の支配は、空間（領土）だけでなく、時間（暦、年号、歴史書）にも及び、天子（皇帝）以外の者の時間の支配は許されなかった。
前漢の武帝は、太陰暦と太陽暦を合体した太初暦を制定。皇帝の下した暦を用いるのが、皇帝の主権を認めた証拠となり、これを「正朔を奉ずる」と言った。
皇帝は天帝に対しては天の子＝天子として天を祭る儀礼を司り、それは皇帝だけに許された神聖儀礼として清朝に至るまで連綿と引き継がれた。
密教における十二天の日天子・月天子としても用いられそれらが支配する太陽と月の世界のことを指す。

## 日本
中国の影響を多く受けた日本でも、天子は大王・天皇の別名として用いられ、倭国王多利思比孤は「日出處天子致書日沒處天子無恙云云（日出ずる処の天子、日没する処の天子に書を致す。恙無きや。云々）」と記した国書を隋の煬帝に送った。
律令においては、天子は祭祀において用いる天皇の称号として規定されている。天皇の別称の1つとして広く使われた。